# 春日俊彰

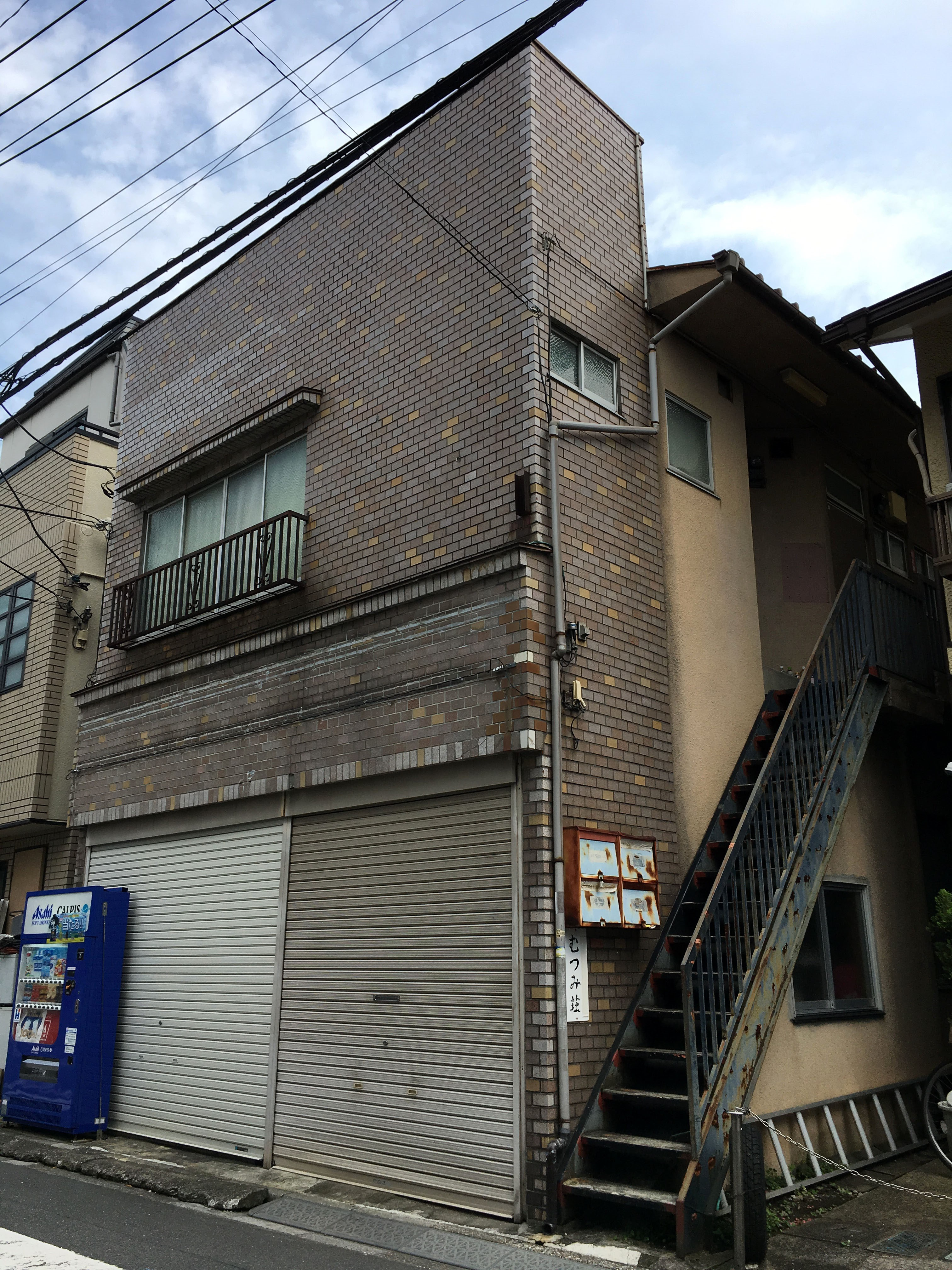
和睦莊（攝於2019年7月18日）

春日俊彰（日语：／ Kasuga Toshiaki */?；1979年2月9日—）是日本搞笑男藝人，埼玉縣所澤市出身。他是搞笑組合奧黛麗的成員，擔任裝傻角色（最初是吐槽）。所屬經紀公司為K DASH Stage。

## 概述
春日在組合中站的位置為右邊（他們的左邊）。其最著名的搞笑梗（一發技）是伸出並豎直左手食指、同時大聲喊著「Twoos!」（トゥース!）；此梗來自美式足球比賽時選手打氣用的喊叫聲。漫才中他會吐槽若林，但因為全部都離題或不合道理，反被搭檔吐槽回去。角色定位亦主要是走偏、冷場的角色。他在螢光幕亮相時，經常穿着粉紅色毛衣背心和白色長褲，並梳著七三分的油頭（髮型為Techno cut），表演時會刻意挺胸。
春日在日本演藝界以吝嗇出名。其成名前，便開始居住位於東京阿佐谷、建成時間已超過40年的木造出租公寓「和睦莊」（むつみ荘；或譯睦美莊）；此公寓隨著春日的成名，數度登上日本綜藝節目而廣為人知，春日則以此為家至2019年與妻子久美結婚後才搬出。
另外春日也多次挑戰黃金傳說一個月一萬元挑戰，並且擁有全勝以及剩餘金額最多的紀錄，而春日擅長將食物分解成不同種食材（也就是將一種餐點或是食品細分成多個部份）後再做成餐點來食用。但春日在一個月一萬元挑戰期間也會做出會讓令旁人傻眼的行為，因此也很容易受到旁人和搭檔若林的斥責。（特別是在前兩次一個月一萬元挑戰後期，春日會去找尋餐廳附近的排氣管，並透過餐廳排氣管排放出來的食物油煙氣味來配飯吃。）

## 備註
1. ↑  春日雖然在節目上解釋，這是他以前還沒上電視時會用的方法，並表示自己有經過店家同意才做的，但還是被工作人員叫去生活執導。

## 外部連結
- 官方檔案
- 官方部落格
- YouTube上的頻道（由春日以藝名「古井英雄」開設）